# Holotrichia guandaoshana
Holotrichia guandaoshana är en skalbaggsart som beskrevs av Kobayashi 1990. Holotrichia guandaoshana ingår i släktet Holotrichia och familjen Melolonthidae. Inga underarter finns listade i Catalogue of Life.